# Velódromo Alcides Nieto Patiño
El Velódromo Alcides Nieto Patiño es una instalación deportiva usada principalmente para ciclismo de pista. Se encuentra ubicado en la ciudad de Santiago de Cali en el departamento colombiano del Valle del Cauca. El velódromo está situado en la Unidad Deportiva Alberto Galindo.

## Acontecimientos
El velódromo ha sido sede de las competencias de ciclismo en pista en los Juegos Panamericanos de 1971 y del Campeonato Mundial de Ciclismo en Pista de 2014. También fue sede de las competencias de Patinaje Artístico durante los Juegos Mundiales y del Campeonato del Mundo de Patinaje Artístico 2015. Actualmente es una de las sedes de la Copa del Mundo de ciclismo en pista realizada anualmente. En el año 2018 fue sede de las competencias de ciclismo en pista de los XXIII Juegos Centroamericanos y del Caribe que se celebraron en la ciudad de Barranquilla, donde Cali participará como subsede.

## Historia
La idea de la construcción de un velódromo para la ciudad fue impulsada por Alcides Nieto Patiño, presidente de la Liga Vallecaucana de Ciclismo.  Este se construyó con motivo de los Juegos Panamericanos de 1971 y fue diseñado por el ingeniero Xavier Kurgan.
En 1995 para los I Juegos del Pacífico, el velódromo fue sometido a una recuperación estructural, se retiró totalmente la pista hecha en madera africana y se construyó una nueva con madera abarco del Chocó; se alzó una cubierta hecha en lona en la parte occidental del complejo. Dicha estructura colapsó en julio de 2001 debido al fallo de uno de los tensores amarrados al arco central,  destruyendo a su paso la pista, dejando inactivo el uso del velódromo para ciclismo durante seis años. Durante ese lapso de tiempo fue usado para patinaje artístico.
En 2007 el velódromo fue recuperado nuevamente con miras a los Juegos Deportivos Nacionales de 2008 y reinaugurado en el Campeonato Parapanamericano Open de Ciclismo en Pista de 2007.  La intervención constó con la instalación de un tablero electrónico e iluminación, reparaciones sanitarias y mantenimiento a graderías y cabinas de transmisión.

## Dimensiones

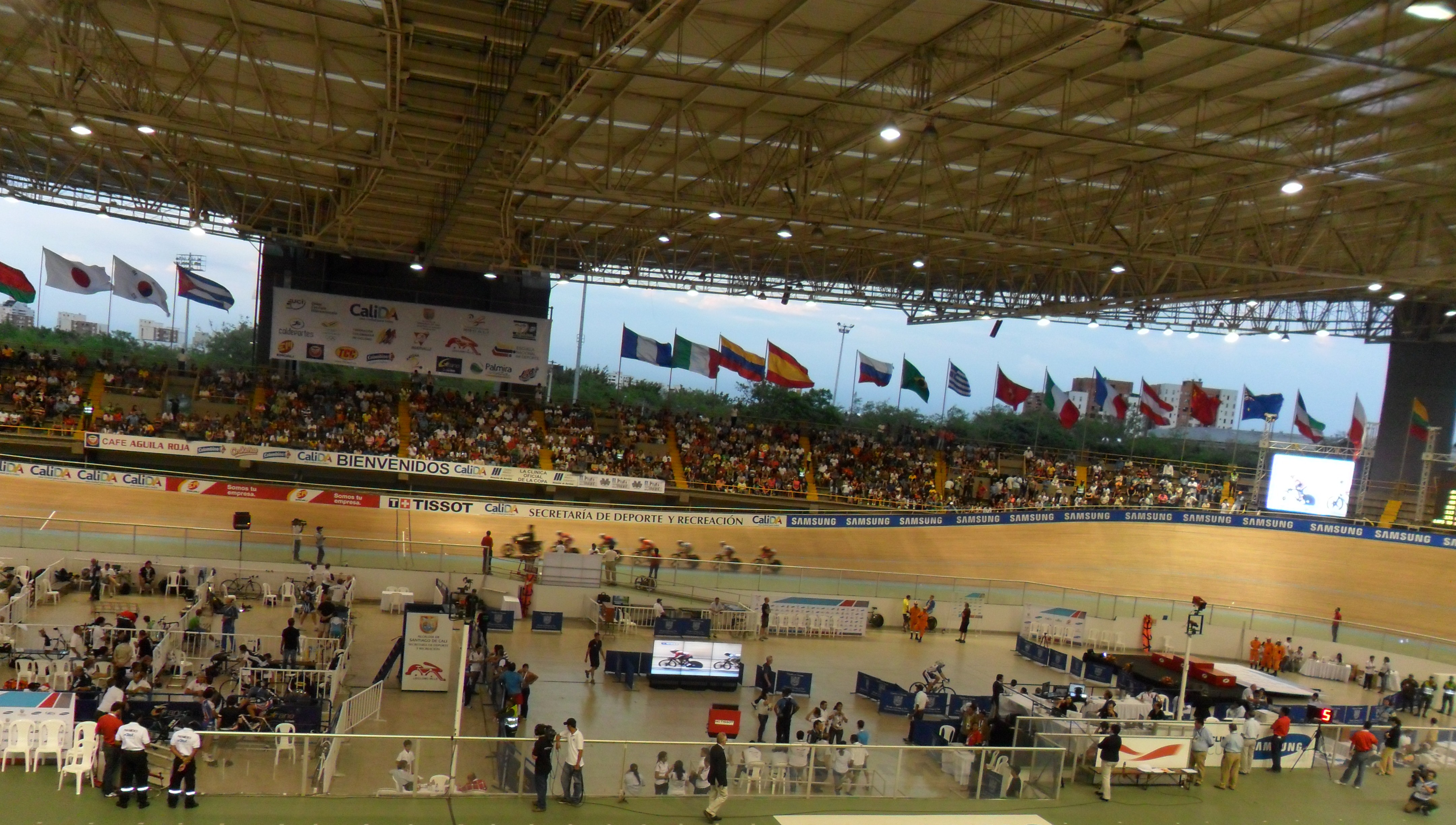
Velódromo Durante la Copa Mundo

El complejo deportivo tiene un área de 11.800 metros cuadrados con una pista de 250 metros de largo y 7 metros de ancho. La recta tiene una pendiente de 11° y una inclinación de 46° en los peraltes. Posee una cubierta de estructura metálica con aislamiento termo-acústico en poliuretano de 11.700 metros cuadrados con 201 luminarias generadora de 1000 Lumax.